# Arthur Dourliac
Ne doit pas être confondu avec H.-A. Dourliac.
Pour les articles homonymes, voir Couillard.
Victor Émile Arthur Couillard, dit Arthur Dourliac, né à Saint-Quentin le 3 novembre 1848 et mort à Neuilly-sur-Seine le 28 mai 1905, est un écrivain français, auteur de romans historiques.
Il fut pharmacien, puis auxiliaire à la Bibliothèque nationale de France avant de devenir romancier.

## Publications
- Deux Dauphins..., 1894
- Les Apprentis de l'armurier, 1895
- Petite Sauvage ! 1895
- Un de plus..., 1896
- L'Écuyer de la reine, 1898
- Cœur dévoué. Nanette, 1899
- Le Supplice d'une mère, 1899
- Un ancêtre de Gavroche, 1901
- Le Lieutenant Caniche, 1901
- Liette, 1901
- Droit d'aînesse..., 1901
- Bénédic, pièce en 1 acte, 1902
- Un élève du Tintoret. L'Arbre du roi, 1902
- Le Treizième ¨Pâté. Pour un ticket, 1902
- Trop marquise ! 1903
- Aimée du Roi, pièce en 1 acte, 1905
- Ma petite..., 1905
- Léon de trop, 1906
- Contes picards. Tayons et tayonnes (grands-pères et grand'-mères), 1906
- Le Joujou de la Dauphine, 1908
- Les Prétendants de Claudette, 1908
- Fleur des ruines, 1909
- La Tutelle de Georgette, 1920
- Le Page de Charles-Édouard, 1921
- Petite marquise, 1925 (publié sous forme de roman-feuilleton dans L'Écho d'Alger du 11 février 1915 au 13 avril 1915)
- Cœur silencieux, 1925
- La Vengeance de Liette, 1927
- Sa fiancée, 1938 (signé H.A. Dourliac)
- Nos enfants jugent, s. d.
- Après la Guillotine. 93, s. d.